# Richard Bagot
Pour les articles homonymes, voir Bagot.
Richard Bagot (22 novembre 1782 - 15 mai 1854) est un évêque anglais.

## Biographie
Il est un fils cadet de William Bagot (1er baron Bagot), de Blithfield Hall, Staffordshire, de l'honorable Elizabeth Louisa St John, fille de John St John (2e vicomte St John). William Bagot (2e baron Bagot) et Sir Charles Bagot sont ses frères aînés. Mgr Lewis Bagot est son oncle.
Il fait ses études à la Rugby School et à la Christ Church d'Oxford (immatriculé en 1799, BA 1803, MA 1806, DD par le diplôme 1829). En 1804, il est élu membre du All Souls College, Oxford et démissionne deux ans plus tard après son mariage.
Il est recteur de Leigh et Blithfield et prébendaire de Cathédrale de Lichfield. Il est chanoine de Windsor de 1822 à 1827, Doyen de Cantorbéry de 1827 à 1845, Évêque d'Oxford de 1829 à 1845 et Évêque de Bath et Wells de 1845 à 1854. Il est le premier évêque d'Oxford à être chancelier de droit de l'ordre de la jarretière (de 1837 à 1845).
Tory, il est hostile aux attitudes négatives envers la Basse Église, il soutient les premières années du mouvement tractarien et est particulièrement sympathique à John Henry Newman et à ses associés. Cela change dès 1840 et Bagot a notamment agi contre la prédication d'Edward Bouverie Pusey.

## Famille
Il épouse Lady Harriet Villiers, fille de George Villiers (4e comte de Jersey) en 1806. Ils ont huit fils (dont trois sont devenus membres du clergé et trois sont entrés dans les forces armées) et quatre filles :
- Edward Richard Bagot, officier de l'armée
- Villiers, mort jeune en 1810
- Henry Bagot RN
- Charles Walter Bagot, clerc
- Louis Francis Bagot, clerc
- Harriet Frances, mariée en 1837 révérend Lord Charles Thynne
- George Bagot, officier de l'armée
- Frances Caroline, décédée en 1840 à l'âge de 21 ans
- Richard Bagot, décédé en 1840 à 19 ans
- Frédéric Bagot, clerc
- Emily Mary (décédée en 1853), mariée en 1850 à George Thomas Orlando Bridgeman, membre du clergé
- Mary Isabel, mariée en 1843 à William Dawnay (7e vicomte Downe).